# Khi2 d'Orió
|  | Per a altres significats sobre Khi¹ Orionis, vegeu «Khi1 Orionis». |

Khi² d'Orió (χ² Orionis) és un estel a la constel·lació d'Orió de magnitud aparent +4,65. Encara que comparteix la denominació de Bayer «Khi» amb Khi¹ Orionis, no existeix relació física entre ambdós. Mentre que Khi¹ d'Orió és una nana groga a només 28,7 anys llum del sistema solar, Khi² d'Orió es troba tan allunyada que la seva distància no pot ser mesurada per paral·laxi. El valor generalment adoptat —per la seva probable pertinença a l'associació estel·lar OB de Bessons— és de 4.900 anys llum.
Com cal esperar per la seva distància i lluentor, Khi² d'Orió és una supergegant o hipergegant blanc-blavós enormement lluminós, 410.000 vegades més que el Sol. De tipus espectral B2Ia, el seu radi és 59 vegades més gran que el radi solar, equivalent a 0,28 ua. Se sap a més que Khi² Orionis és un estel binari; la seva duplicitat descoberta mitjançant ocultació.
Amb una massa estimada de 35 - 40 masses solars, l'edat de Khi² d'Orió és de només 5 milions d'anys. En un futur no gaire llunyà esclatarà com una brillant supernova, en produir-se el col·lapse del seu nucli de ferro, ja que la fusió nuclear no progressa més enllà d'aquest element. Encara que la major part dels nuclis col·lapsen en un estel de neutrons, l'enorme massa de Khi² d'Orió pot fer que el seu nucli acabi formant un forat negre.